# Афрог, Эмад
Эмад Афрог (перс. عماد افروغ‎, 17 января 1958, Шираз — 14 апреля 2023, Тегеран) — иранский социолог и консервативный политик (принадлежал к Коалиции независимых добровольцев Ирана). Учился в Ширазском университете и университете Тарбиат Модарес. Был депутатом иранского парламента (2004—2008).

## Биография
Родился 17 января 1957 года в Ширазе.
В 1986 году получил степень бакалавра социологии в Ширазском университете, а в 1990 году — степень магистра в том же университете. В 1997 году получил докторскую степень по социологии в университете Тарбиат Модарес, а в 1994 году он был признан образцовым студентом страны в докторской степени.
Умер 14 апреля 2023 года от осложнений рака в возрасте 65 лет.

## Взгляды
Афрог был известен как человек, придерживающийся стойких антиглобалистских и антикапиталистических взглядов.